# Atlande
 (novembre 2023).
Atlande est une maison d'édition française, créée en 1996. Spécialisé dans la préparation des concours, notamment en lettres et en sciences humaines, l'éditeur publie également des atlas thématiques, des dictionnaires, des essais, des romans et des albums pour la jeunesse.
Atlande a été fondée et est dirigée par Philippe Lemarchand.
Ses ouvrages sont diffusés et distribués en librairie par Dilisco.

## Historique et présentation
Atlande a vu le jour en mai 1996 à Neuilly-sur-Seine. Créée sous l'impulsion de Ph. Lemarchand (jusqu'alors maître de conférences à Sciences Po, enseignant à l'Université de Londres, correspondant de la BBC et consultant), la jeune maison d'édition commence par proposer de premiers ouvrages de sa collection Clefs concours (cf. ci-après) en histoire et des atlas géopolitiques et société, notamment. Elle rassemble des universitaires, journalistes et spécialistes, dans le but de mettre sur le marché éditorial des manuels de préparation aux concours à la fois complets, sérieux et abordables. Plus largement, elle s'adresse aussi à un grand public cultivé, avec un souci à la fois de précision et de vulgarisation.
Elle étoffe progressivement ses collections, jusqu'à aboutir à l'offre actuelle, dont un aperçu est donné ci-après.
Leader de la préparation aux concours de l'agrégation et du CAPES, Atlande a désormais environ 300 titres à son catalogue et s'est entourée de la collaboration d'un millier d'auteurs. Elle publie principalement en français, mais aussi notamment en anglais et en espagnol.

## Collections
Atlande propose plusieurs collections d'ouvrages.

### Clefs concours
Les ouvrages de cette collection sont essentiellement destinés à la préparation des concours de l'agrégation, du CAPES et des grandes écoles du domaine des lettres et des sciences humaines.
Les séries en sont les suivantes :
- Histoire
- Géographie
- Lettres
- Langues (anglais, espagnol)
- Philosophie
- Sciences économiques et sociales
- Cinéma
- Métiers d'art
- CPGE (grandes écoles)
- CRPE (concours professeurs des écoles)
- Références.

### Atlas
- Atlas des États-Unis, Les paradoxes de la puissance
- Les épidémies, un sursis permanent
- Atlas de l'Afrique, Géopolitique du XXIe siècle

### Dictionnaires
- Révoltes et révolutions, Outils
- Dictionnaire des conflits
- Les affrontements religieux, Un dictionnaire
- Nourrir les hommes, Un dictionnaire
- Penser et construire l'Europe, Outils

### Photo-philo
- L'œil oblique, Reflets de Sèvre
- Disilences
- Contre le mur
- Be happy !
- La voie étroite / The Soul of a City / Calles de Paris

### Savoirs et curiosité
- Attention ! Rousseau revient
- Dis Albert, c'est quoi l'univers ?
- Les momies, savoirs et représentations, De l'Égypte ancienne à Hollywood
- Antoine de Bourgogne, Les vices de la langue et leurs remèdes
- Curiosité et cabinets de curiosités

### Coup de gueule et engagement
- Pour en finir avec la crise du cinéma français, Le cinéma français crève l'écran
- Pour en finir avec les intermittents du spectacle, de Jean-Luc Jeener, mars 2012, 123 p.,  (ISBN 978-2-35030-198-3), (BNF 42641758)
- Pour en finir avec la langue de Shakespeare, de Jean-Luc Jeener, mars 2014, 160 p., 18 cm  (ISBN 978-2-35030-261-4), (BNF 43813474)
- Pour en finir avec le christianisme ?, de Jean-Luc Jeener, décembre 2015, 175 p.,  (ISBN 978-2-35030-352-9)
- Pour en finir avec le théâtre ?, de Jean-Luc Jeener, mars 2017, 128 p.,  (ISBN 978-2-35030-420-5), (BNF 45239309)
- Pour en finir avec la langue de bois
- Pour en finir avec l'exception culturelle
- Pour en finir avec l'égalité des chances

### Coup de plume
- Brèves de gosses
- Mariage pour tous

### Jeunesse
- Cultivez vos enfants ! [De Babar... à Balzac]

### Roman
- L'alphabet, Et si la vie était possible quand même ?
- Requiem pour un ashkénaze, Et si la paix était possible ?

### Revue Orages
- Devenir « un grand écrivain », Métamorphoses de la reconnaissance littéraire, n° 9, mars 2010
- « L'œil de la police », n° 10, mars 2011
- Rousseau en musique, n° 11, mars 2012
- Sexes en révolution, n° 12, mars 2013
- La Guerre des Étoiles, L'astronomie entre lettres et sciences, n° 13, mars 2014

## Sources
- Atlande mise sur les sciences humaines, Livres-Hebdo, n° 244, p. 42, 11 avril 1997
- Entretien avec Philippe Lemarchand sur les éditions Atlande (réalisé par Hubert Tison en février 1997 au siège des éditions Atlande), Historiens et Géographes, n° 357, mai 1997
- Recension des premiers ouvrages d'Atlande, Livres-Hebdo, n° 266, p. 66, 24 octobre 1997
- Présentation d'Atlande (fiche technique), Livres-Hebdo, supplément du 28 août 1998
- Recension de L'Europe médiane, ouvrage collectif d'Atlande, L'Amour des Livres, rubrique Géographie, p. 35, rentrée universitaire 1998
- Recension de Industrialisation et sociétés, ouvrage collectif d'Atlande, L'Amour des Livres, rubrique Histoire, rentrée universitaire 1998
- Recension de Les épidémies, un sursis permanent, ouvrage édité par Atlande, L'épouvantail collectif, rubrique La librairie du patient, p. 38, Impact médecin, 4 juin 1999
- Recension de Les épidémies, un sursis permanent, ouvrage édité par Atlande, Science illustrée, août 1999
- Recension de Les épidémies, un sursis permanent, ouvrage édité par Atlande, Elle court, la maladie, Sciences et Avenir, septembre 1999
- Recension de Atlas des États-Unis, les paradoxes de la puissance, ouvrage collectif d'Atlande, p. 18, Neuilly Journal Indépendant, septembre 1999
- Atlande à Neuilly : Le monde à la carte, article de Franck de Lavarène, rubrique Culture/édition, 92 Express, n° 109, mars 2000